# Saison 3 de Danse avec les stars
 (septembre 2021).
La troisième saison de l'émission française de divertissement Danse avec les stars a été diffusée du 6 octobre 2012 au 1er décembre 2012 sur TF1. Elle a été animée par Sandrine Quétier et Vincent Cerutti.
L'émission a été remportée par le chanteur Emmanuel Moire, aux côtés de la danseuse Fauve Hautot.

## Participants
Lors de cette saison 3 de Danse avec les stars, 10 couples formés d'une star et d'un danseur professionnel se sont affrontés,. Il y avait 10 célébrités : 5 hommes et 5 femmes, soit une célébrité de plus que lors de la saison précédente.
Le 30 août 2012, le casting des 10 célébrités a été confirmé par PureMédias.
La liste des 10 personnalités retenues a été annoncée par TF1 lors d'une soirée à Bobino, et en direct sur MyTF1, comme pour la version américaine de l'émission, Dancing with the Stars. Les répétitions ont débuté le lundi 17 septembre 2012.
| Personnalité        | Occupation                                                    | Partenaire          | Statut                         |
| ------------------- | ------------------------------------------------------------- | ------------------- | ------------------------------ |
| Emmanuel Moire      | chanteur, comédien, compositeur                               | Fauve Hautot        | Vainqueur le 1er décembre 2012 |
| Amel Bent           | chanteuse de RnB                                              | Christophe Licata   | Deuxième le 1er décembre 2012  |
| Taïg Khris          | champion du monde de roller agressif, animateur de télévision | Denitsa Ikonomova   | Troisième le 1er décembre 2012 |
| Lorie               | chanteuse, comédienne                                         | Christian Millette  | éliminée le 24 novembre 2012   |
| Gérard Vives        | comédien, animateur de télévision                             | Silvia Notargiacomo | éliminé le 17 novembre 2012    |
| Estelle Lefébure    | mannequin, comédienne, animatrice de télévision               | Maxime Dereymez     | éliminée le 10 novembre 2012   |
| Bastian Baker       | chanteur                                                      | Katrina Patchett    | éliminé le 3 novembre 2012     |
| Chimène Badi        | chanteuse                                                     | Julien Brugel       | éliminée le 27 octobre 2012    |
| Laura Flessel       | championne olympique d'escrime                                | Grégoire Lyonnet    | éliminée le 20 octobre 2012    |
| Christophe Dominici | joueur de rugby à XV                                          | Candice Pascal      | éliminé le 13 octobre 2012     |

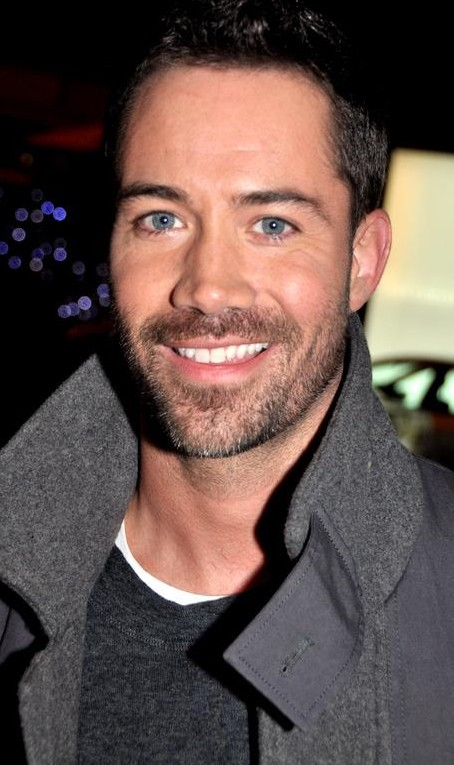
Emmanuel Moire
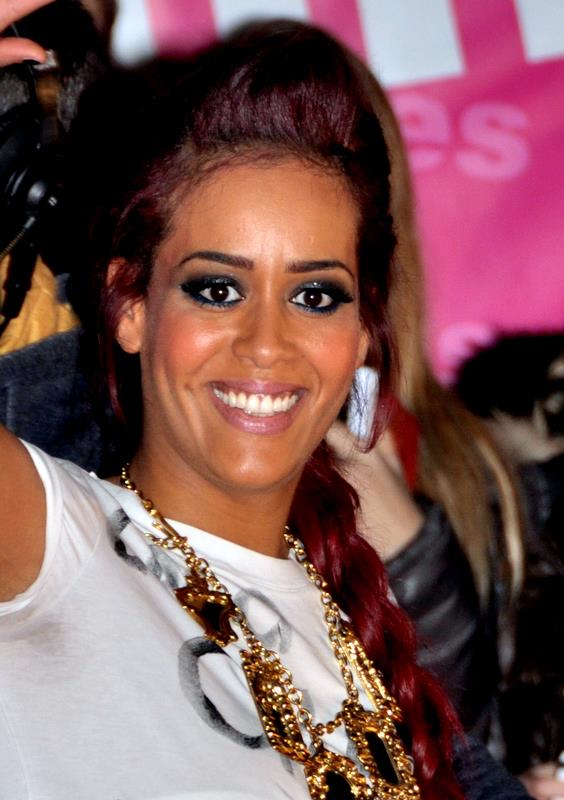
Amel Bent
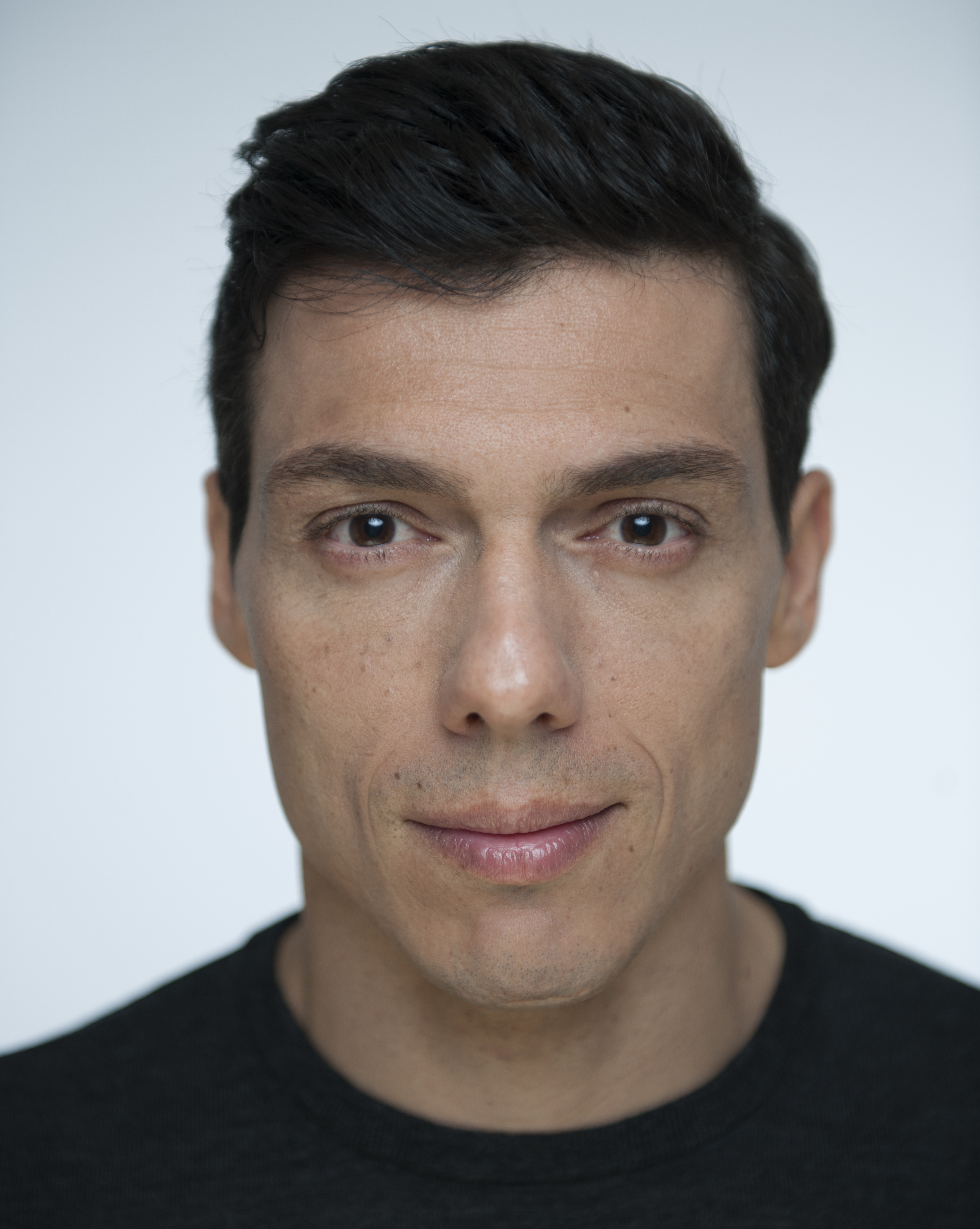
Taïg Khris
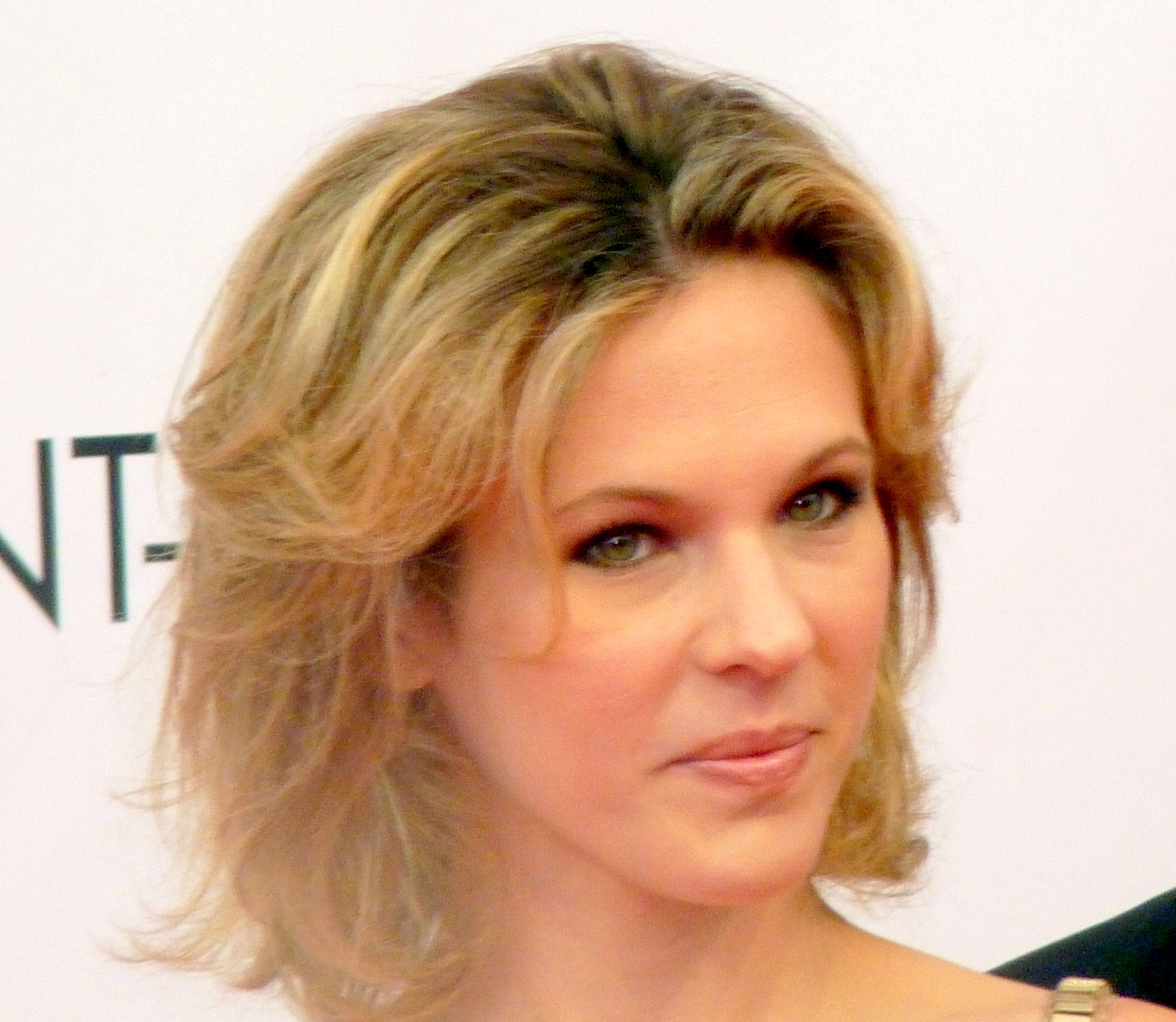
Lorie
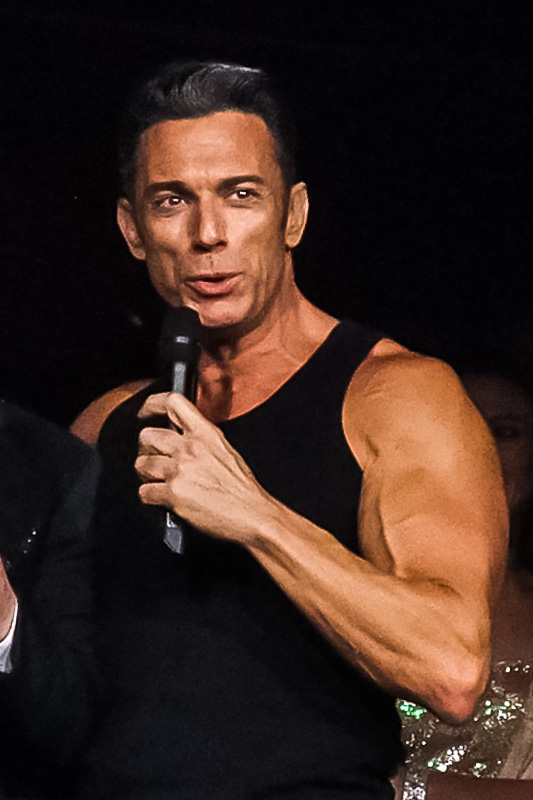
Gérard Vivès
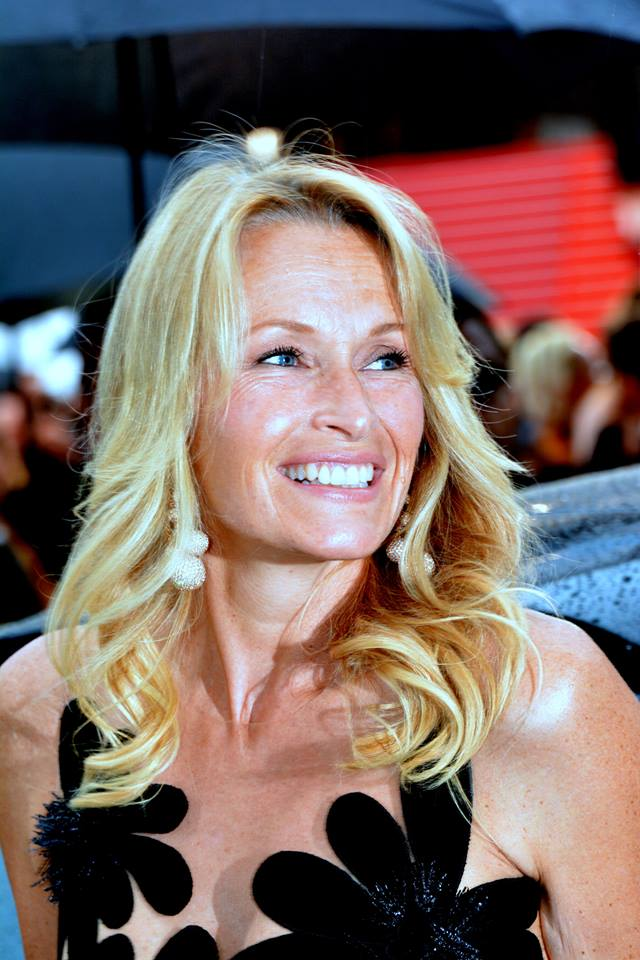
Estelle Lefébure
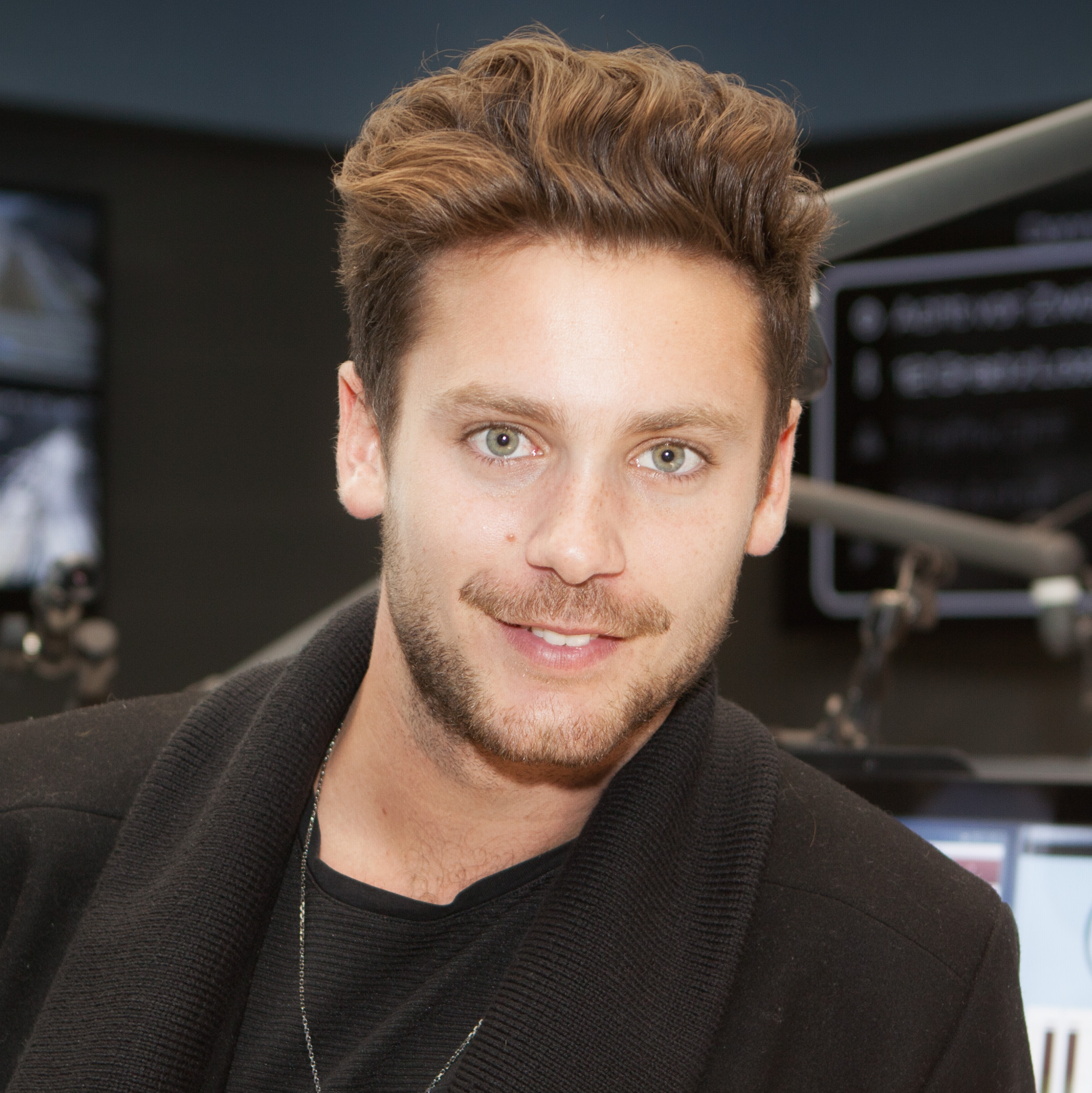
Bastian Baker
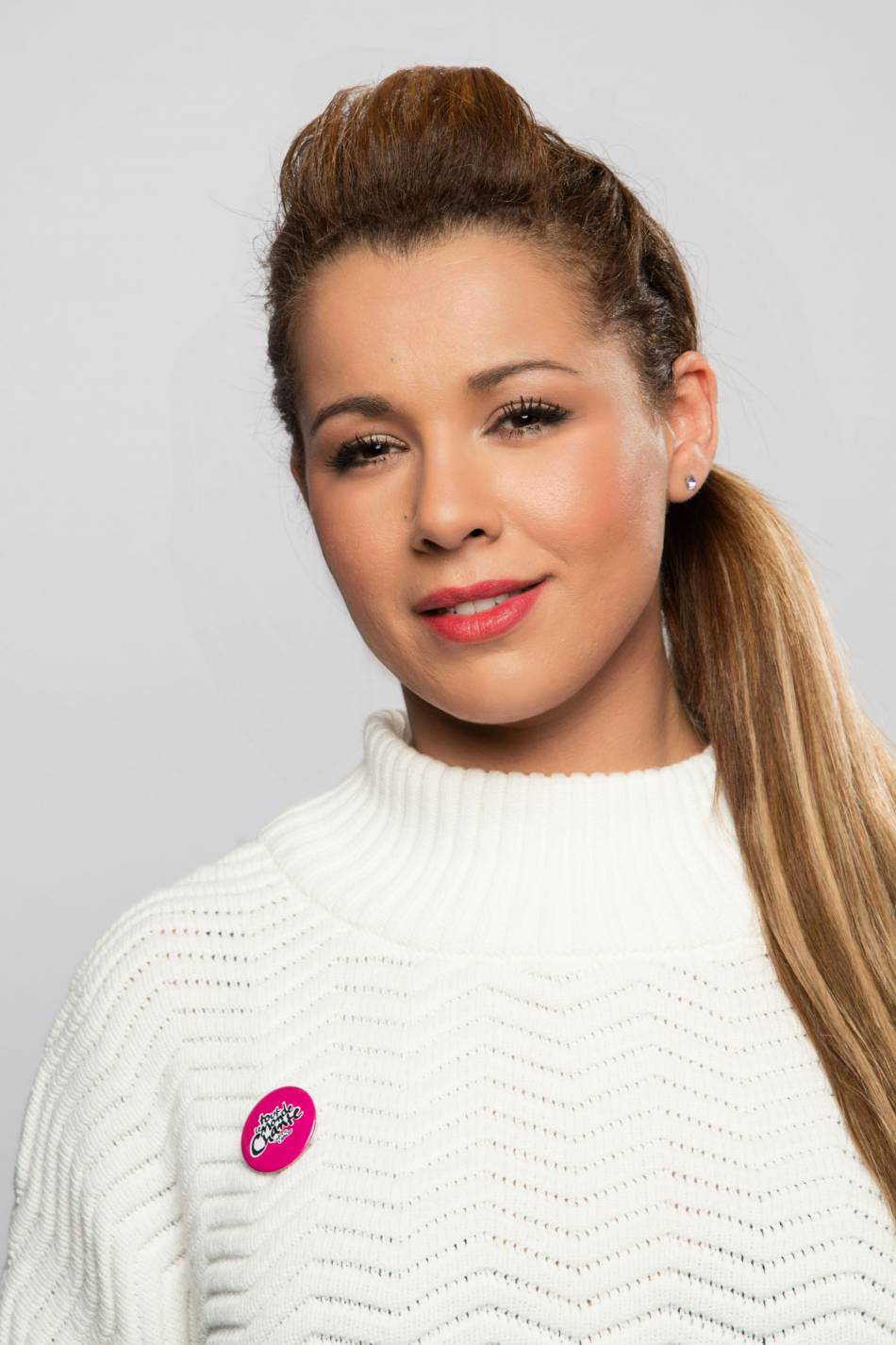
Chimène Badi
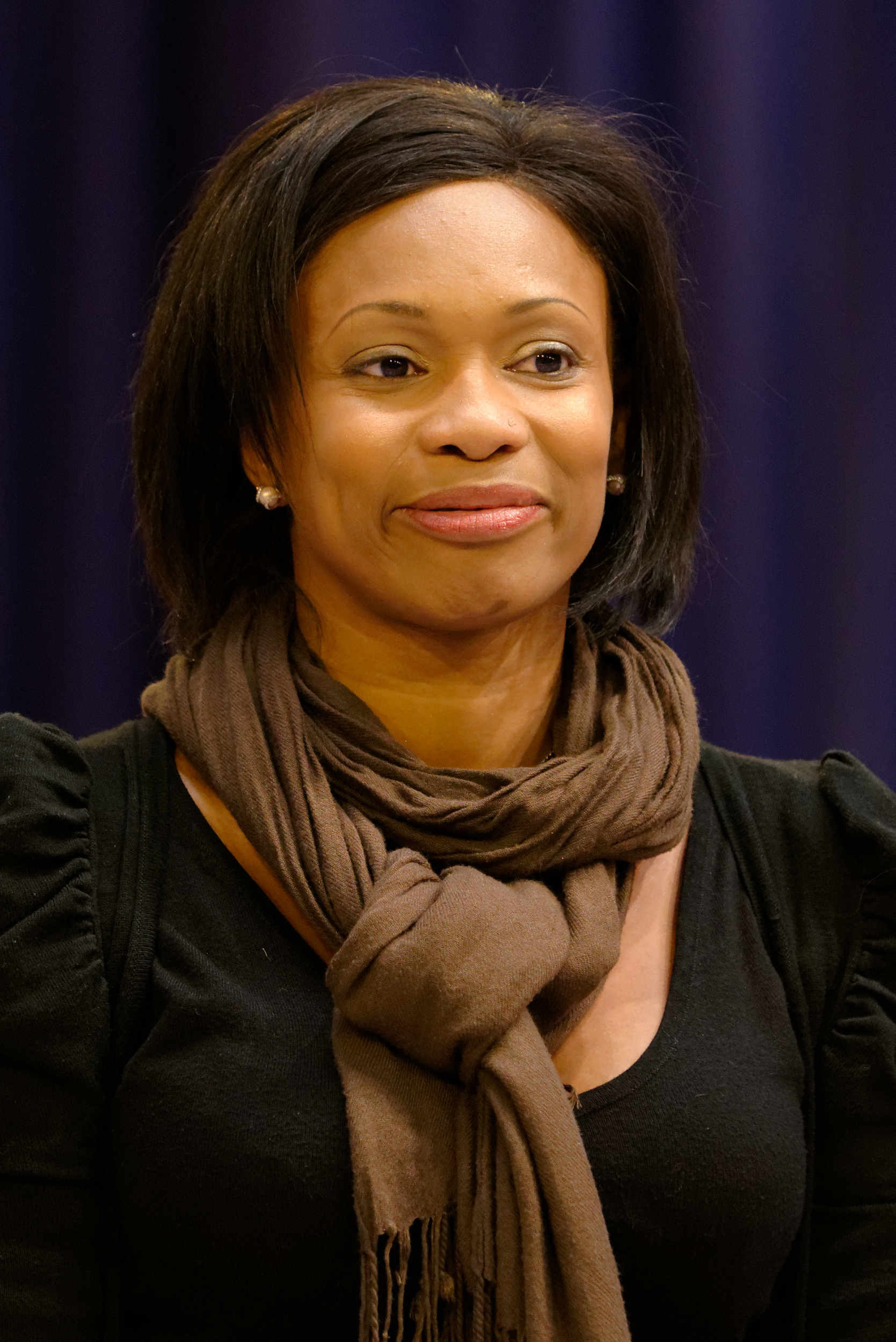
Laura Flessel
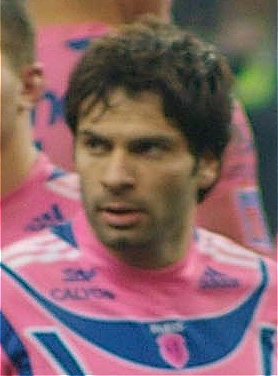
Christophe Dominici

## Scores et moyennes des candidats
- Si vous ne connaissez pas le sujet, laissez ce bandeau (vous pouvez alors contacter les auteurs).
- Si vous supprimez le contenu mis en cause (vous pouvez préalablement contacter les auteurs),

argumentez précisément cette suppression dans la page de discussion
(un manque de référence n'est pas un argument ; une recherche réelle de référence doit avoir été effectuée, être formellement documentée).

## Invités musicaux
- 20 octobre 2012 : Jeanne Mas – En rouge et noir ; M. Pokora et Tal - Envole-moi.
- 27 octobre 2012 : Louis Delort et Camille Lou, de la comédie musicale 1789 : Les Amants de la Bastille – Tomber dans ses yeux.
- 3 novembre 2012 : One Direction – Live While We're Young.
- 10 novembre 2012 : Amaury Vassili – Caruso.
- 17 novembre 2012 : Patrick Bruel – Lequel de nous.
- 24 novembre 2012 : Shy'm – Et alors ! et On se fout de nous.
- 1er décembre 2012 : Robbie Williams – Candy.

## Candidats
Lorie et Emmanuel Moire avaient refusé de participer à la deuxième saison, mais sont finalement au casting de la saison 3. Lorie avait des engagements professionnels à tenir et souhaitait se consacrer à la sortie de son album. Emmanuel Moire affirmait qu'il voulait s'entrainer auparavant et qu'il ne ferait l'émission une fois qu'il se serait perfectionné. Par ailleurs, une polémique a démarré autour de lui, certains médias ayant repris une rumeur prétendant que le chanteur, ouvertement homosexuel, refuserait de participer à l'émission s'il ne dansait pas avec un partenaire masculin. Emmanuel Moire a très vite démenti, expliquant qu'une blague qu'il avait dite dans une interview en 2011 avait été mal interprétée et qu'il était très heureux de danser avec Fauve Hautot.
Le joueur de rugby à XV Christophe Dominici, qui n'avait pas été retenu lors des deux premières saisons, est au casting de la saison 3.
Taïg Khris a déjà participé à d'autres émissions : Koh-Lanta : Le Choc des héros sur TF1, et il a remporté Pékin Express 6, Duos de choc sur M6.
Bastian Baker, 21 ans au moment de son passage dans l'émission, est alors le benjamin des candidats de Danse avec les stars, toutes saisons confondues, détrônant à ce titre Baptiste Giabiconi, qui avait 22 ans lors de la saison 2 ; il sera détrôné à ce titre par Loïc Nottet, 19 ans lors de la saison 6.

L'émission a été remportée par Emmanuel Moire, aux côtés de Fauve Hautot.

« Danse avec les stars » fête Noël
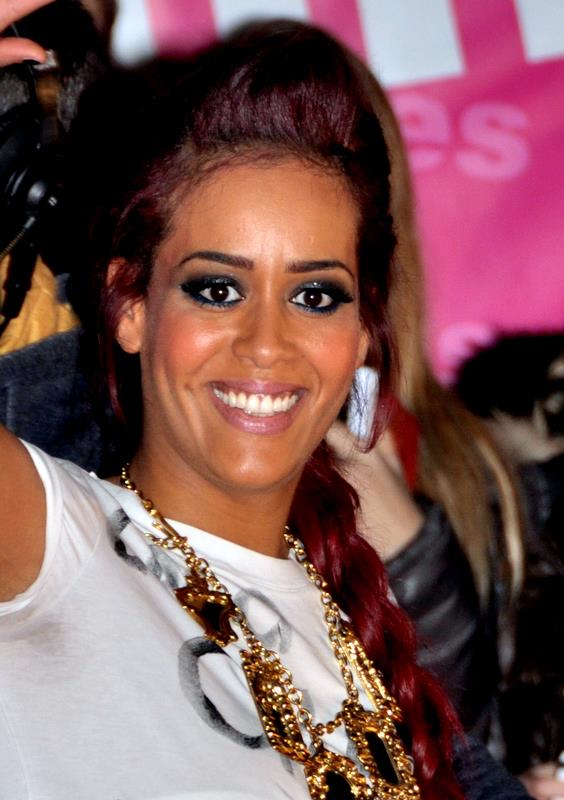
Amel Bent
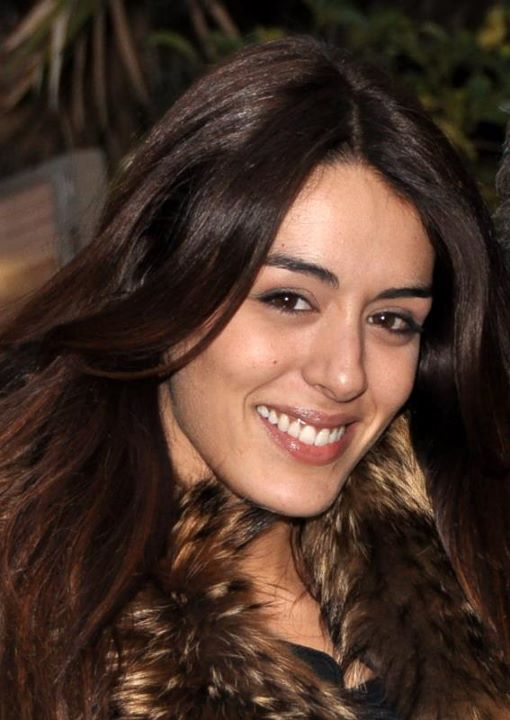
Sofia Essaïdi
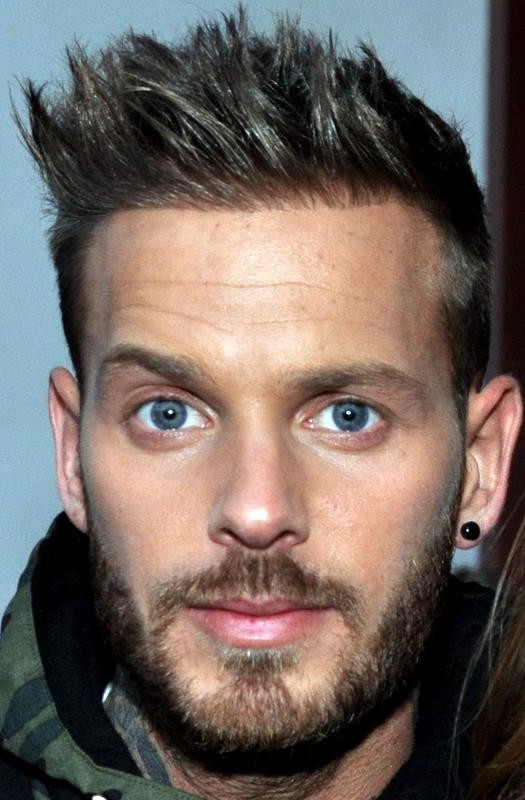
M. Pokora
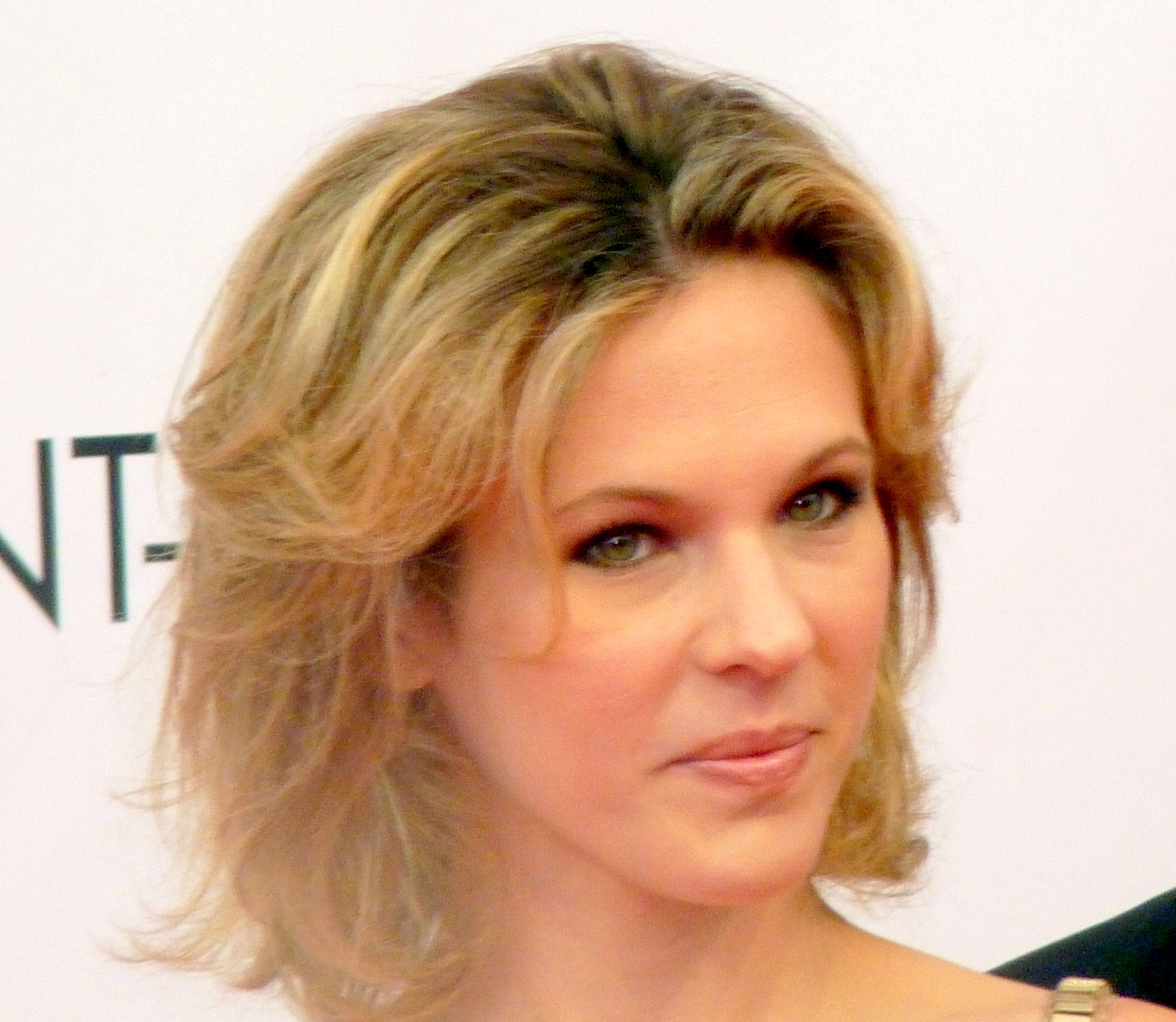
Lorie
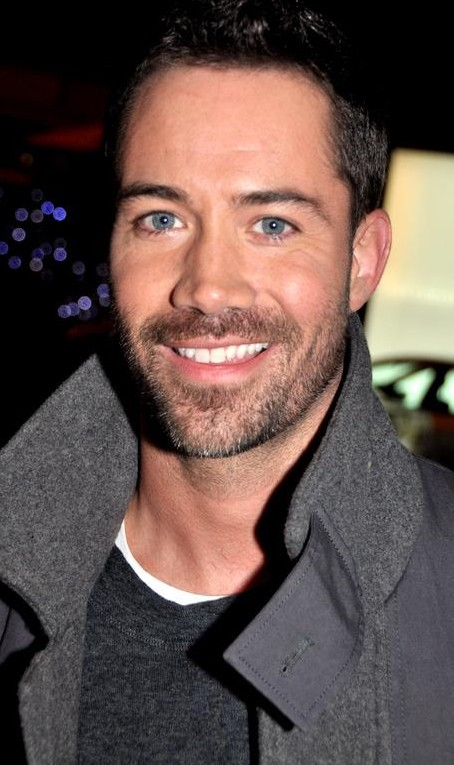
Emmanuel Moire
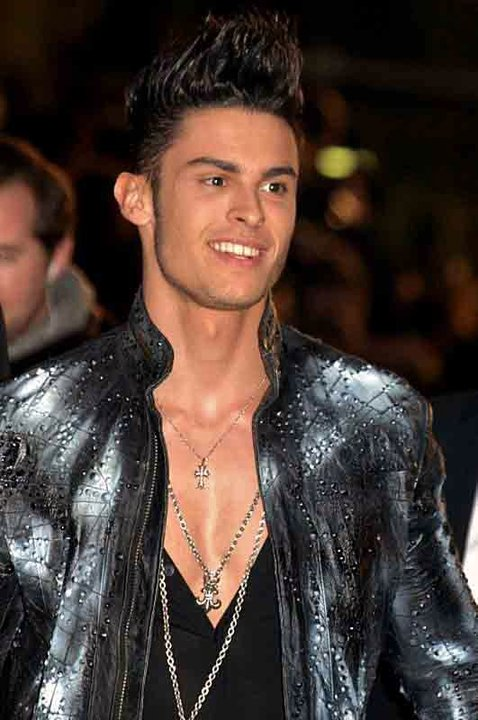
Baptiste Giabiconi
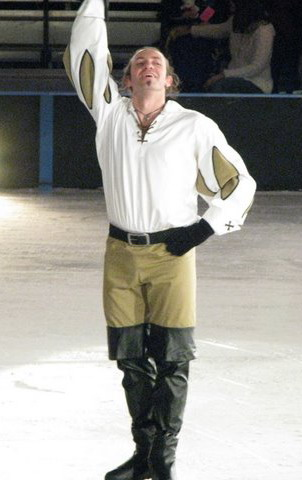
Philippe Candeloro
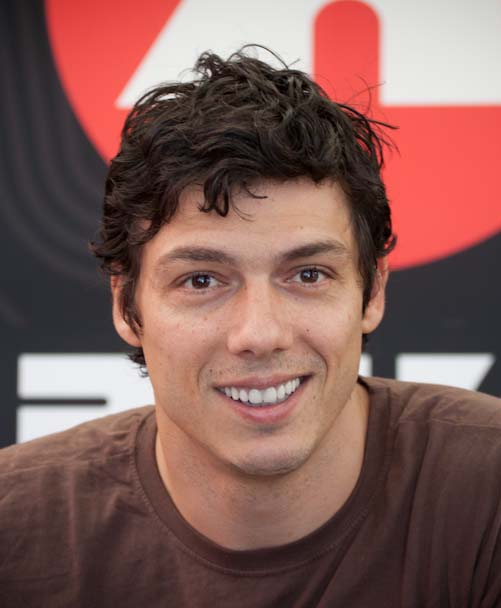
Taïg Khris
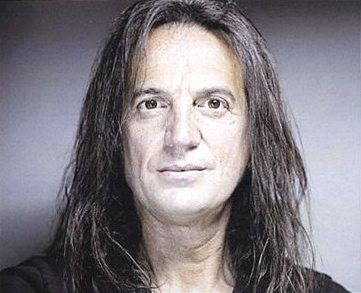
Francis Lalanne

## Autour de l'émission

### Candidats
Bastian Baker, 21 ans au moment de son passage dans l'émission, est alors le benjamin des candidats de Danse avec les stars, toutes saisons confondues, détrônant à ce titre Baptiste Giabiconi, qui avait 22 ans lors de la saison 2 ; il sera détrôné à ce titre par Loïc Nottet, 19 ans lors de la saison 6.
Lors de la finale, Amel Bent établit un premier record avec 80 points, soit le maximum (8 x 10), à l'une des deux épreuves.

### Jury
Shy'm, la gagnante de la saison 2, intègre le jury pour cette troisième saison, à la suite de l'annonce de la grossesse d'Alessandra Martines,,,. À noter que Shy'm avait déjà été jurée (invitée) dans une émission de danse, You Can Dance, sur NT1.
Une quatrième jurée rejoint le jury : la danseuse Marie-Claude Pietragalla. Le jury de la saison 3 est confirmé par TF1 le 30 août 2012.

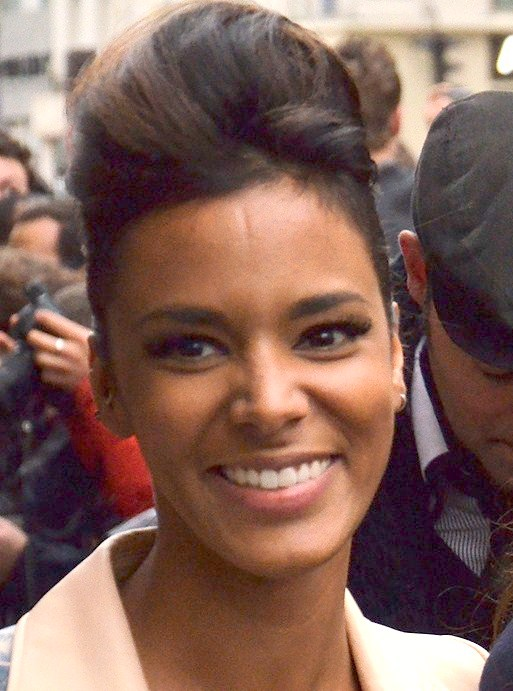
Shy'm
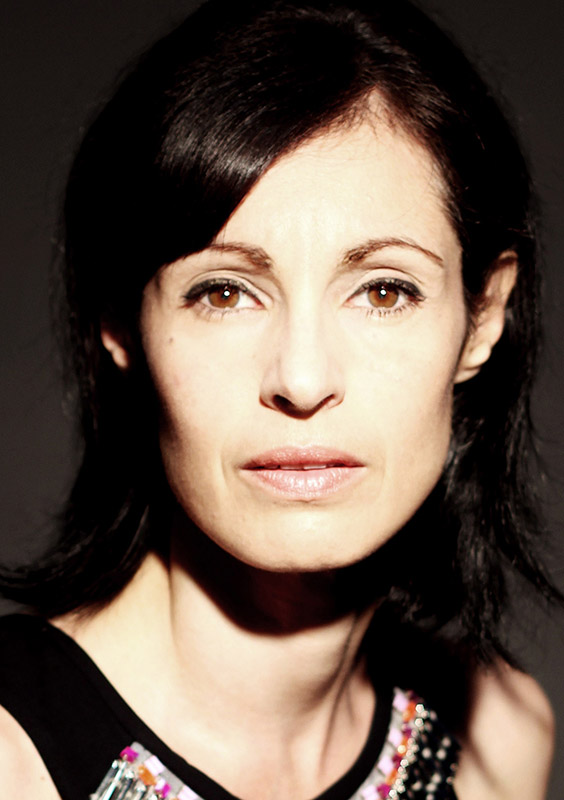
Marie-Claude Pietragalla

### Danseurs professionnels
Le danseur Grégory Guichard de la saison 2 laisse sa place à deux nouveaux danseurs : Christian Millette et Denitsa Ikonomova.

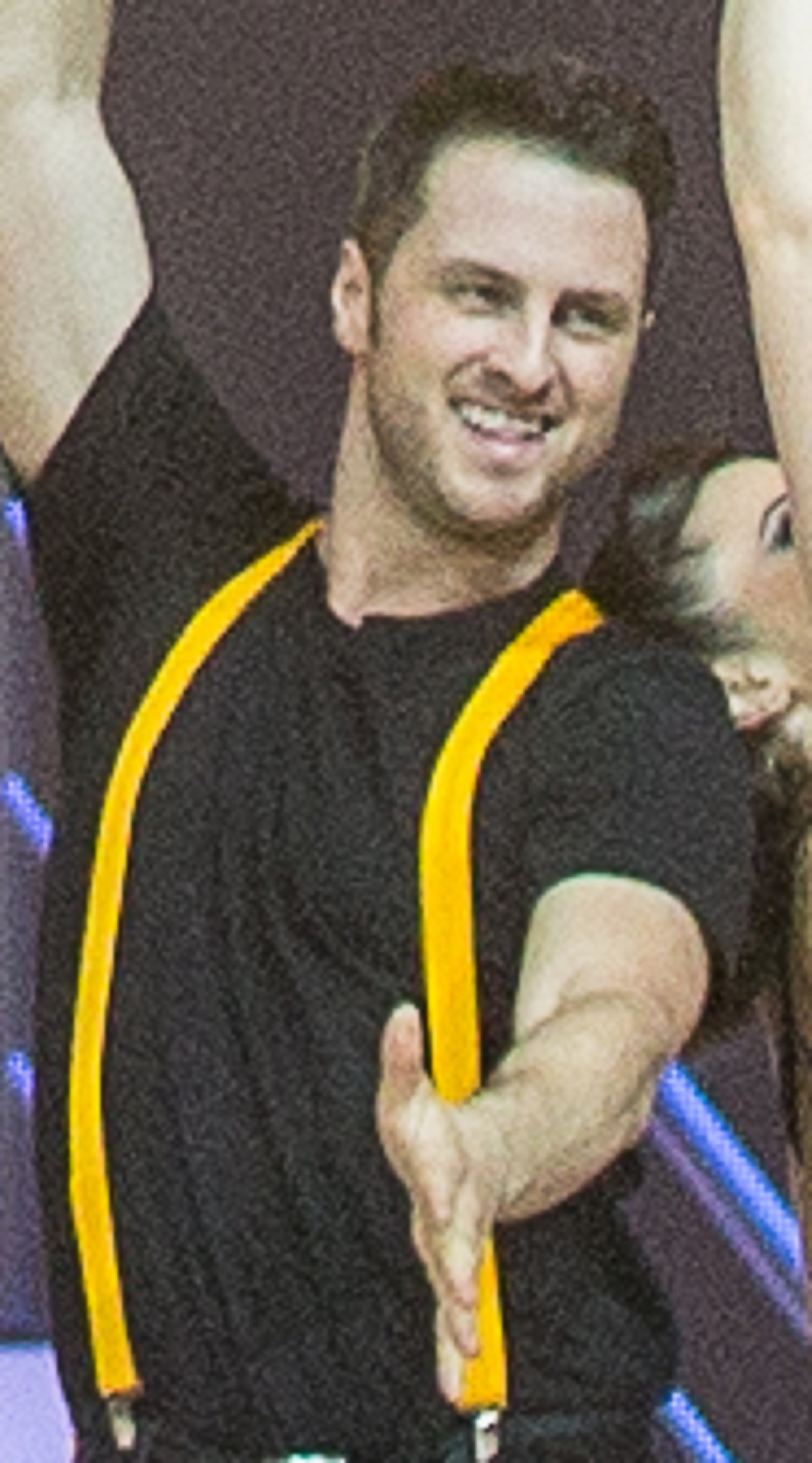
Christian Millette
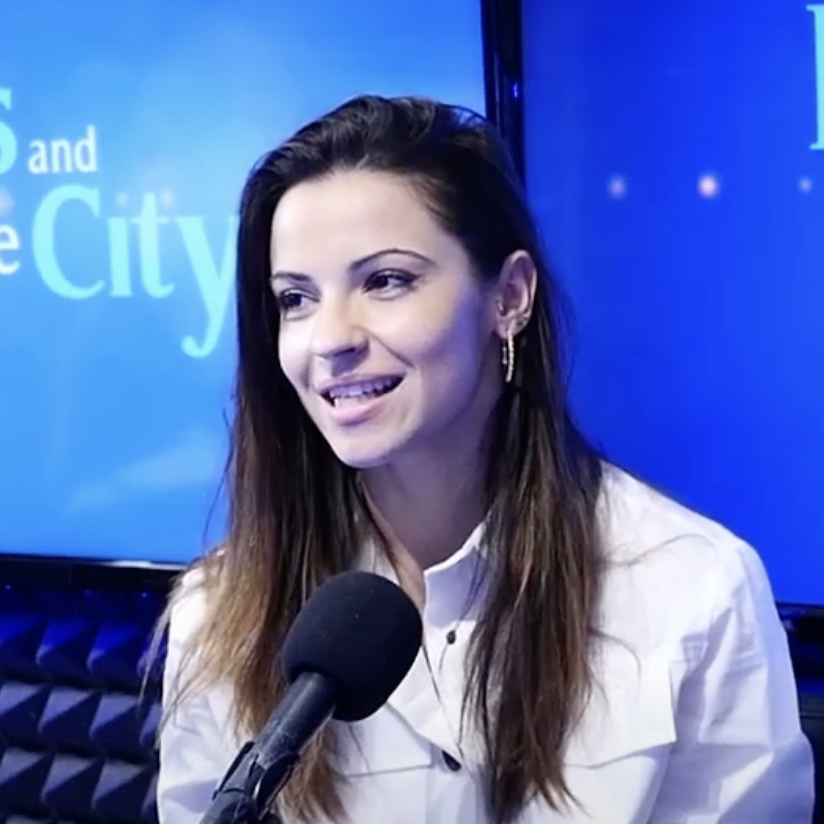
Denitsa Ikonomova

### Danse
Un nouveau style de danse a fait son apparition dans l'émission lors de cette saison : l'American Smooth.

### Musique
La chanteuse Amalya Delepierre, candidate de la saison 1 de The Voice, est présente dans les chœurs et est la plupart du temps soliste pour interpréter les chansons diffusées lors du passage des candidats.

### «Danse avec les stars» fête Noël
À la suite de cette troisième saison, une soirée spéciale intitulée « Danse avec les stars » fête Noël a été diffusée le samedi 22 décembre 2012, avec neuf anciens candidats des trois premières saisons de l'émission :
- Sofia Essaidi et M. Pokora (saison 1) ;
- Philippe Candeloro, Baptiste Giabiconi et Francis Lalanne (saison 2) ;
- Emmanuel Moire, Amel Bent, Taïg Khris et Lorie (saison 3).

L'émission a été remportée par la chanteuse Amel Bent, aux côtés de Christophe Licata.